# Grappling
Grappling är en kampform där man använder händerna som greppverktyg (engelskans grab) snarare än som slagverktyg. Genom olika grepptekniker kan kast, strypningar och olika ledlås utföras. Arm-, ben-, vrist- och skulderlås är några av ledlåsen. Brasiliansk jiu-jitsu, submission wrestling, sambo och judo är några av de kampsporter som tillhör grapplinggenren.